# Heilig Geist (Faßberg)

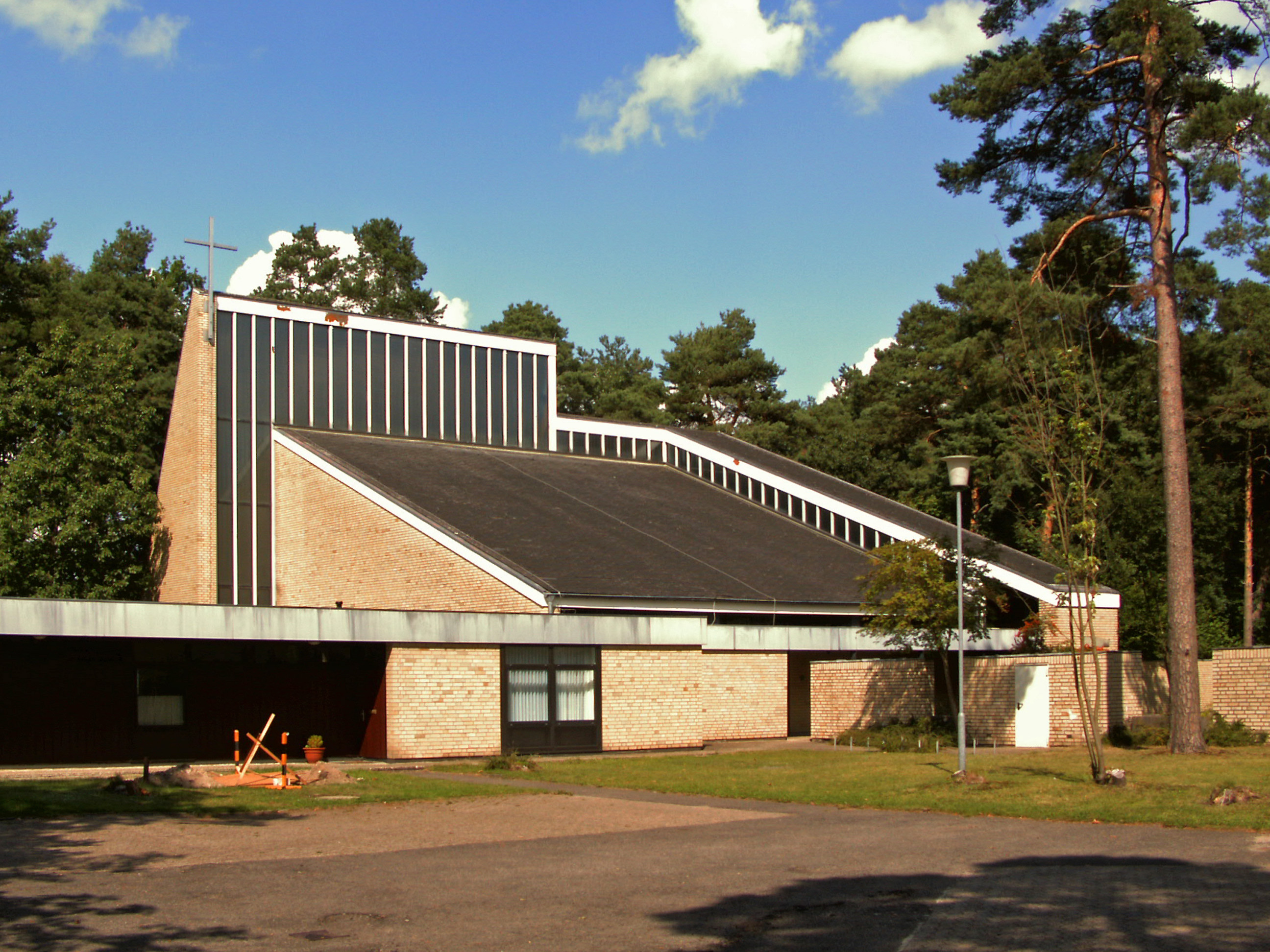
Heilig-Geist-Kirche

Heilig Geist ist die katholische Kirche in Faßberg, einer Gemeinde im Landkreis Celle in Niedersachsen. Die Kirche ist eine Filialkirche der Pfarrgemeinde St. Michael mit Sitz in Munster im Dekanat Celle des Bistums Hildesheim. Sie ist nach dem Heiligen Geist benannt und befindet sich in der Straße „Hasenheide 3“ (Ecke „Große Horststraße“).

## Geschichte

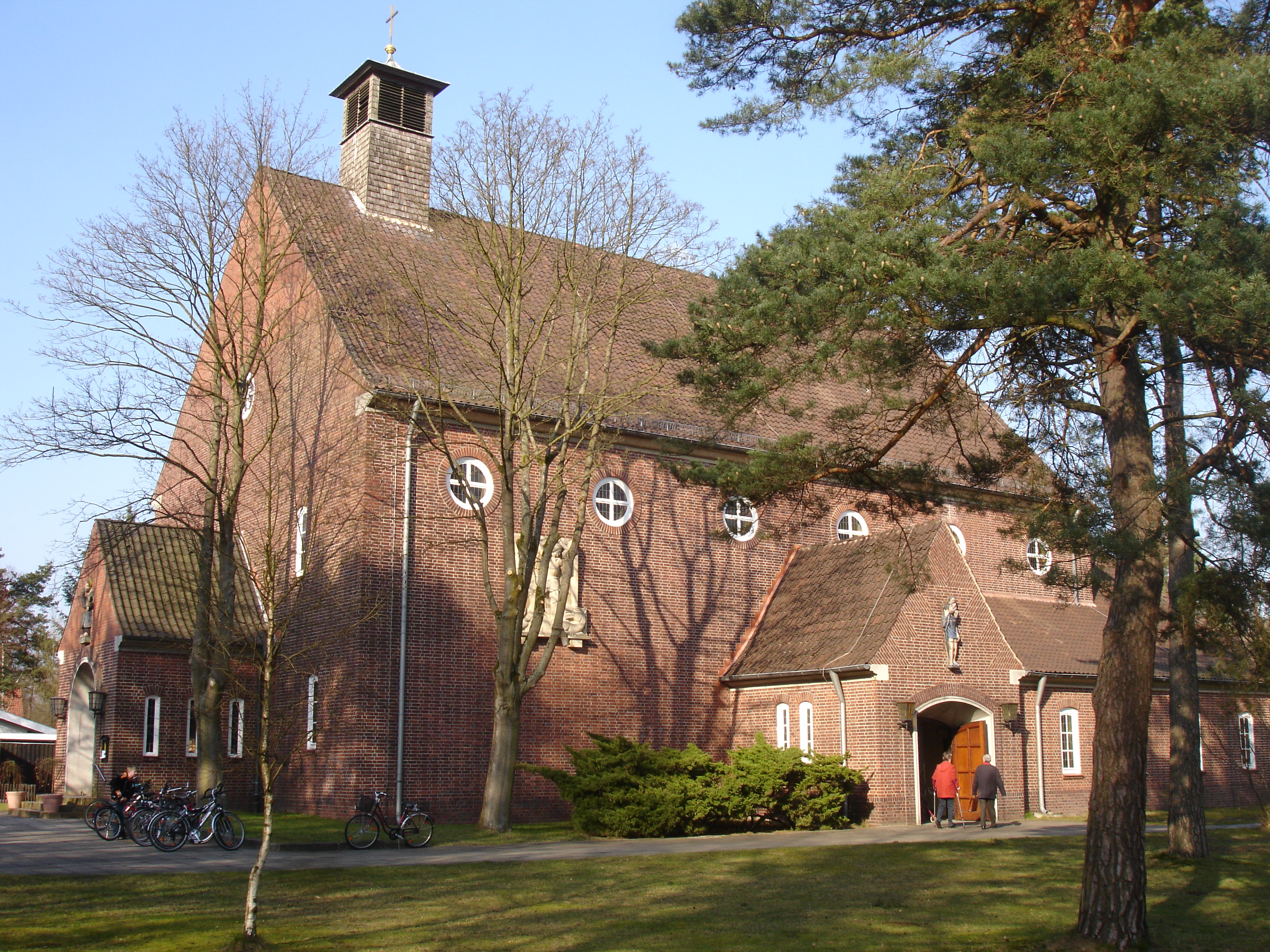
Ehemalige Simultankirche (2007)

Im Herbst 1933 begann der Bau des Fliegerhorstes Faßberg, 1934 wurde er eröffnet. Seit mindestens 1935 wurden in Faßberg katholische Kirchenbücher geführt. 1938 wurde in der neben dem Fliegerhorst entstandenen Wohnsiedlung die Simultankirche St. Michael errichtet; in ihr fanden vor dem Bau der Heilig-Geist-Kirche evangelische und katholische Gottesdienste statt. Die katholischen Einwohner von Faßberg gehörten damals zum Seelsorgebezirk St. Paulus in Unterlüß. Die Kirche St. Michael gehört heute zur evangelisch-lutherischen St.-Laurentius-Kirchengemeinde Faßberg-Müden und befindet sich in der Straße „Fuchsbau 8“.
Am 11. November 1967 erfolgte die Konsekration der neuerbauten Heilig-Geist-Kirche als katholische Kirche für Faßberg; sie dient auch als Standortkirche für die Bundeswehr.
Noch um 1990 gehörte die Heilig-Geist-Kirche zur Kirchengemeinde St. Paulus in Unterlüß, vor dem 1. November 2006 zuletzt zur Pfarrgemeinde Sühnekirche vom Kostbaren Blut in Bergen. Seit dem 1. November 2006 gehört die Heilig-Geist-Kirche zur Pfarrgemeinde St. Michael in Munster.

## Architektur und Ausstattung
Die Kirche wurde nach Plänen des Architekten Philipp aus Braunschweig erbaut.